# Sunset (Florida)
Sunset ist  ein census-designated place (CDP) im Miami-Dade County im US-Bundesstaat Florida. Das U.S. Census Bureau hat bei der Volkszählung 2020 eine Einwohnerzahl von 15.912 ermittelt. 

## Geographie
Sunset liegt rund 10 km westlich von Miami und wird von den Florida State Roads 821 (Homestead Extension of Florida’s Turnpike, mautpflichtig), 874 (Don Shula Expressway, mautpflichtig), 878 (Snapper Creek Expressway, mautpflichtig), 973, 985 und 986 durchquert bzw. tangiert.

## Demographische Daten
Laut der Volkszählung 2010 verteilten sich die damaligen 16.389 Einwohner auf 5452 Haushalte. Die Bevölkerungsdichte lag bei 1781,4 Einw./km². 93,4 % der Bevölkerung bezeichneten sich als Weiße, 1,3 % als Afroamerikaner, 0,1 % als Indianer und 2,0 % als Asian Americans. 1,8 % gaben die Angehörigkeit zu einer anderen Ethnie und 1,4 % zu mehreren Ethnien an. 80,3 % der Bevölkerung bestand aus Hispanics oder Latinos.
Im Jahr 2010 lebten in 36,5 % aller Haushalte Kinder unter 18 Jahren sowie 37,6 % aller Haushalte Personen mit mindestens 65 Jahren. 80,3 % der Haushalte waren Familienhaushalte (bestehend aus verheirateten Paaren mit oder ohne Nachkommen bzw. einem Elternteil mit Nachkomme). Die durchschnittliche Größe eines Haushalts lag bei 3,05 Personen und die durchschnittliche Familiengröße bei 3,31 Personen.
22,8 % der Bevölkerung waren jünger als 20 Jahre, 24,0 % waren 20 bis 39 Jahre alt, 29,7 % waren 40 bis 59 Jahre alt und 23,6 % waren mindestens 60 Jahre alt. Das mittlere Alter betrug 42 Jahre. 46,8 % der Bevölkerung waren männlich und 53,2 % weiblich.
Das durchschnittliche Jahreseinkommen lag bei 66.710 $, dabei lebten 8,8 % der Bevölkerung unter der Armutsgrenze.
Im Jahr 2000 war Englisch die Muttersprache von 24,03 % der Bevölkerung, spanisch sprachen 73,75 % und 2,12 % hatten eine andere Muttersprache.